# Henry Mancini

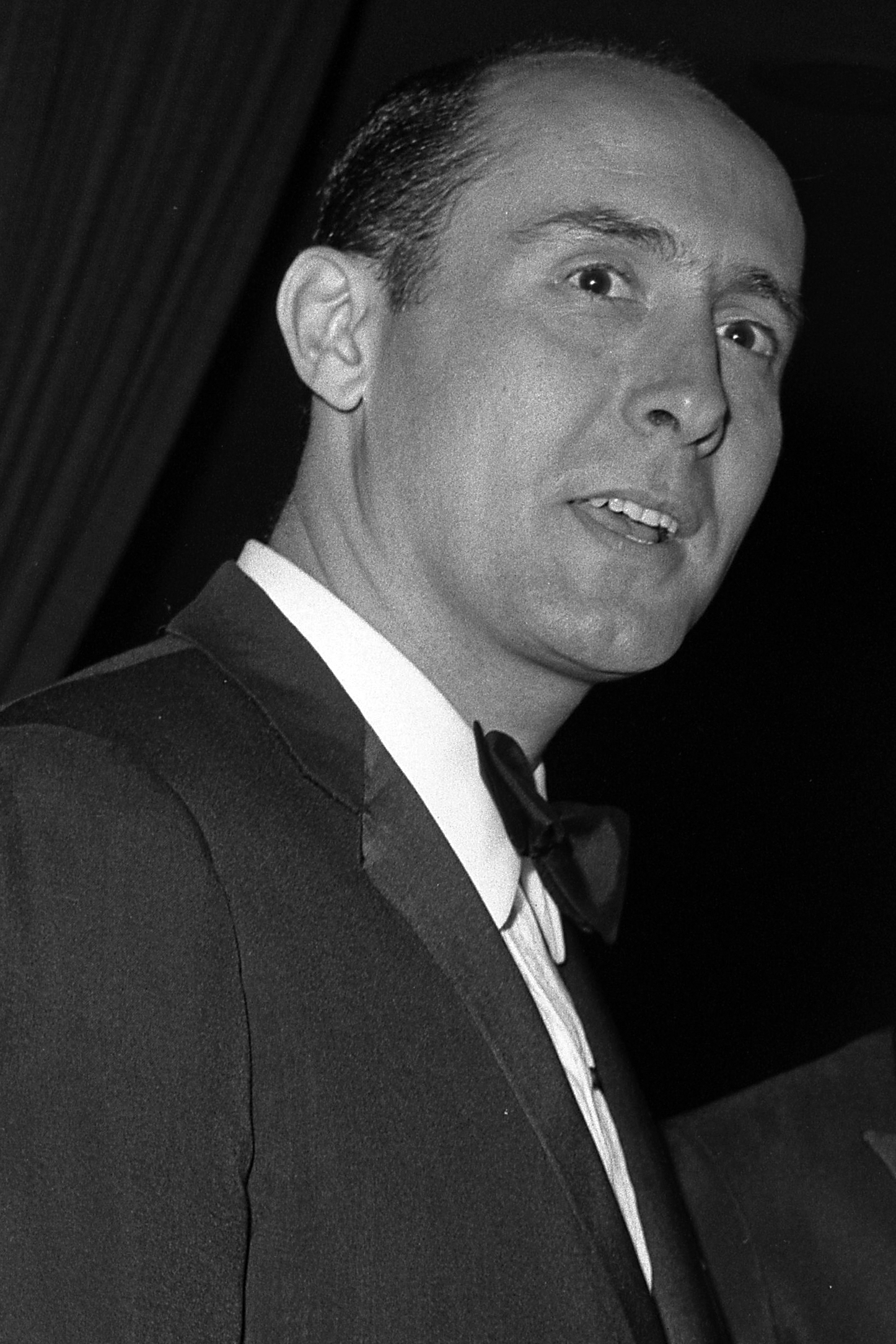
Henry Mancini (1964)

Henry Mancini (eigentlich Enrico Nicola Mancini; * 16. April 1924 in Cleveland, Ohio; † 14. Juni 1994 in Beverly Hills, Kalifornien) war ein US-amerikanischer Komponist. Seine musikalischen Schwerpunkte lagen im Bereich Jazz, besonders im Swing. Zu Mancinis bekanntesten Kompositionen gehören die Filmmusik zu Der rosarote Panther (darunter die Titelmelodie The Pink Panther Theme), das Lied Moon River aus seiner Musik zum Film Frühstück bei Tiffany sowie das Peter Gunn Theme der US-amerikanischen Krimiserie Peter Gunn.

## Leben und Werk

### Herkunft und frühe Jahre
Henry Mancinis Eltern, Quinto Mancini und Anna Pece, waren Italoamerikaner. Sie waren in den Jahren vor dem Ersten Weltkrieg aus den Abruzzen in die USA gekommen, wo sie sich kennenlernten und heirateten. Musste Quinto noch als Stahlarbeiter sein Geld verdienen, war doch die Liebe zur Musik vorhanden. Er brachte sein einziges Kind Henry dazu, Piccolo- und Querflöte zu lernen, und sowohl er als auch Henry spielten diese Instrumente in der Einwanderer-Folklore-Band „The Sons of Italy“ im kleinen Aliquippa, Pennsylvania. Das Repertoire bestand vornehmlich aus italienischen Opernouvertüren, Märschen und populären Liedern der Heimat im Alten Europa. Mit 12 Jahren begann Mancini, Klavier zu lernen. Nach Abschluss der High School besuchte er die renommierte Juilliard School of Music in New York. Ein Jahr später – die USA waren mittlerweile in den Zweiten Weltkrieg eingetreten – wurde er zum Militärdienst einberufen und war 1945 an der Befreiung des Konzentrationslagers Mauthausen beteiligt.
Mancinis große Leidenschaft war und blieb Big Band, Swing und Jazz. Bereits in den vierziger Jahren hatte Mancini Kontakt zu den Swing- und Jazzgrößen der Zeit, insbesondere zu Benny Goodman. Diesem sandte er einige seiner eigenen Arrangements. Goodman bot ihm eine Anstellung an und so schloss Mancini sich 1946 der neu formierten Glenn-Miller-Band an (Miller war verschollen, das Orchester wurde von Tex Beneke geleitet). Nach dem Krieg erweiterte Mancini seine Kompositions- und Tonsatzkenntnisse noch mit Studien bei den bekannten Komponisten Ernst Krenek und Mario Castelnuovo-Tedesco.

### Karriere als Filmkomponist
1952 gab ihm das Universal-Studio eine zweiwöchige Anstellung für einen Abbott-und-Costello-Film: Abbott and Costello Go to Mars (1953). Die Zusammenarbeit hielt schließlich sechs Jahre. In dieser Zeit arbeitete sich Mancini als Komponist und Arrangeur durch alle denkbaren Filmgenres, meistens aber ohne in den Filmcredits aufgeführt zu werden. So war er z. B. auch für die Filme Der Schrecken vom Amazonas (1954, in 3D), Die Rache des Ungeheuers (1955, auch in 3D), Metaluna IV antwortet nicht (1955) und Tarantula (1955) tätig. Arbeitsteilungen von verschiedenen Komponisten waren zu der Zeit aus Zeitgründen notwendig und üblich. Weitere bekannte Komponisten der Universal-Musikabteilung unter der Leitung von Joseph Gershenson waren der österreichische Emigrant Hans J. Salter und Herman Stein.
Der Erfolg von Mancinis Bearbeitungen für die Filme Die Glenn Miller Story (1954, erste Oscar-Nominierung für Mancini) und „Die Benny Goodman Story“ (1955) eröffnete ihm die Möglichkeit für weitere Filme neue Musikstile einzuführen. Mancini war mit Alex North (Endstation Sehnsucht), Elmer Bernstein (Der Mann mit dem goldenen Arm) und Leith Stevens (Der Wilde) einer der Ersten, die den Jazz in die bisher spätromantisch geprägte orchestrale Film- und Fernsehmusik einführten. Als beste Leistung seiner Zeit bei Universal bezeichnete Mancini die Musik zu dem Orson-Welles-Film Im Zeichen des Bösen (1958), die zu dieser Zeit die erste große Filmmusik mit lateinamerikanischem Jazz war.

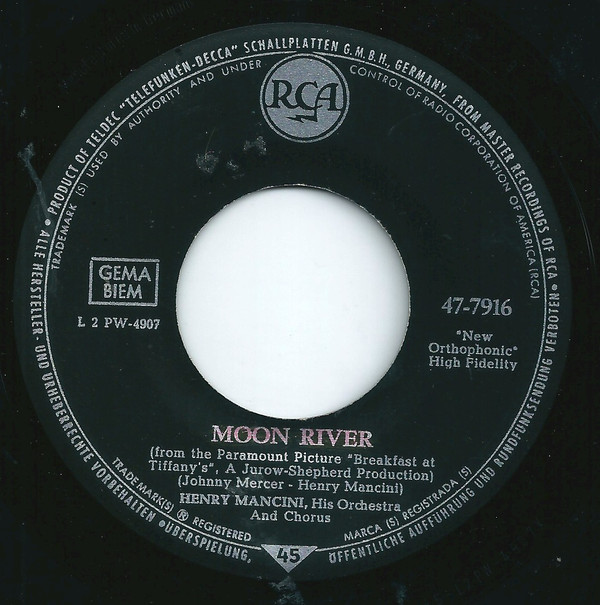
Moon River wurde zu einem der größten Erfolge für Mancini.

Die Zusammenarbeit mit dem Filmregisseur Blake Edwards, zuerst für die Fernsehserien Peter Gunn (1958) und Mister Lucky (1960/61), gab Mancini die Möglichkeit, seinen populären Stil zu entwickeln; sie wurde zu der erfolgreichsten Periode seines Schaffens. Das Album The Music from Peter Gunn gewann 1959 den allerersten Grammy für das beste Album des Jahres. Mit Musikstücken zu Frühstück bei Tiffany (1961, darin eines seiner bekanntesten Lieder, Moon River), Die Tage des Weines und der Rosen (1962), zu den Krimikomödien mit Peter Sellers um den Rosaroten Panther (ab 1963), zu Das große Rennen rund um die Welt (1965), Der letzte Zug (1962), Der Partyschreck, Zehn – Die Traumfrau, Victor/Victoria und zu vielen weiteren wurde er international bekannt. Edwards und Mancini arbeiteten bei nahezu 30 Filmen zusammen. Auch für die Musicalfassung von Victor/Victoria arbeitete Mancini wieder mit Edwards zusammen.
Der zweite Regisseur, der Mancini half, große Musik-Scores zu entwickeln, war Stanley Donen, für den er u. a. die Musik zu Charade (1963), Arabeske (1966) und Zwei auf gleichem Weg (1967) komponierte. Daneben gab es viele weitere Regisseure, die von Mancinis Musik profitierten, so Howard Hawks, für dessen Film Hatari! (1962) Mancini – neben dem überraschend elegischen, originell instrumentierten Hauptmotiv – den zum Evergreen gewordenen „Baby Elephant Walk“ schrieb, Martin Ritt mit seinem Film Verflucht bis zum jüngsten Tag (1970), Vittorio De Sica mit Sonnenblumen (1970), Norman Jewison mit Gaily, Gaily (1969), Paul Newman mit Sie möchten Giganten sein (1970) und Die Glasmenagerie (1987), Stanley Kramer mit Oklahoma Crude (1973), George Roy Hill mit Tollkühne Flieger (1975), Arthur Hiller mit Trans-Amerika-Express (1976) und Ted Kotcheff mit Die Schlemmer-Orgie (1978). Insgesamt gehen über 480 Film- und Fernsehkompositionen auf das Konto von Henry Mancini.
Mancini übernahm seit den 1960er-Jahren regelmäßig Gastdirigate bei den großen amerikanischen und europäischen Sinfonieorchestern, mit denen er eigene Kompositionen und populäre Stücke seiner Filmmusik-Kollegen aufführte. Dabei spielte er selbst oft Flöte oder Piano und nahm eine eigene kleine Jazz-Combo mit auf seine Tourneen.

### Familie
Mancini war bis zu seinem Tod mit der Sängerin Virginia O’Connor (1924–2021) verheiratet. Aus der Verbindung gingen Zwillingstöchter, Monica und Felice, sowie ein Sohn, Christopher, hervor. Monica begann nach dem Tod ihres Vaters eine eigene Gesangskarriere, nahm CDs auf und wurde zu einer der einfühlsamsten Interpretinnen der besten Songs ihres Vaters. Chris Mancini ist ebenfalls als Musiker tätig. Henry Mancini starb am 14. Juni 1994 im Alter von 70 Jahren in seinem Zuhause an den Folgen seiner Erkrankung an Leber- und Bauchspeicheldrüsenkrebs.

## Charakterisierung
Henry Mancini hatte einen unverwechselbaren eigenen Stil, der sich durch große Leichtigkeit und oft verblüffende Einfachheit und Klarheit auszeichnete. Mancini war vor allem von Swing, Jazz, lateinamerikanischer Musik und der verfeinerten Klangkultur der französischen Impressionisten (Debussy, Ravel) beeinflusst. Sein Sinn für feinste Klangnuancen und ungewöhnliche Instrumentierungen, verbunden mit einem Gespür für elegante melodische Linien, machten ihn zu einem herausragenden Filmkomponisten.
Henry Mancini wurde für 18 Oscars nominiert und gewann ihn viermal. Außerdem gewann er 20 Grammys und zwei Emmys. Mancini nahm über 50 kommerzielle Musikalben für RCA auf. Diese machten ihn zu einem der populärsten Vertreter der Easy-Listening-Musik, obwohl ihm dieses Label nicht gerecht wird. Er schrieb nicht nur geistvolle Stücke im Jazz-, Swing-, Latin- und Soul-Stil, sondern auch großorchestrale Partituren, wie zum Beispiel für die Filme Lifeforce – Die tödliche Bedrohung (1985) und Basil, der große Mäusedetektiv (1986).

## Filmografie (Auswahl)
- 1952: Fluch der Verlorenen (Horizons West)
- 1952: Gier nach Gold (The Raiders)
- 1953: Abbott and Costello Go to Mars
- 1953: Gefahr aus dem Weltall (It Came from Outer Space)
- 1953: Frauen in der Nacht (Girls in the Night)
- 1953: Der Prinz von Bagdad (The Veils of Bagdad)
- 1953: Der große Aufstand (The Great Sioux Uprising)
- 1953: Seminola (Seminole)
- 1954: Die Glenn Miller Story (The Glenn Miller Story)
- 1954: Der Schrecken vom Amazonas (Creature from the Black Lagoon)
- 1954: Über den Todespaß (The Far Country)
- 1955: Abbott und Costello als Mumienräuber (Abbott and Costello Meet the Mummy)
- 1955: Metaluna IV antwortet nicht (This Island Earth)
- 1955: Der Schläger von Chicago (The Square Jungle)
- 1955: Der Privatkrieg des Major Benson (The Private War of Major Benson)
- 1957: Kapitän Seekrank (Barnacle Bill)
- 1958: Im Zeichen des Bösen (Touch of Evil)
- 1959: Unternehmen Petticoat (Operation Petticoat)
- 1960: Der Spätzünder (High Time)
- 1961: Frühstück bei Tiffany (Breakfast at Tiffany’s)
- 1961: Junggeselle im Paradies (Bachelor in Paradise)
- 1962: Hatari!
- 1962: Der letzte Zug (Experiment in Terror)
- 1962: Mr. Hobbs macht Ferien (Mr. Hobbs Takes a Vacation)
- 1962: Die Tage des Weines und der Rosen (Days of Wine and Roses)
- 1963: Charade
- 1963: Der rosarote Panther (The Pink Panther)
- 1964: Ein Goldfisch an der Leine (Man’s Favorite Sport?)
- 1964: Ein Schuß im Dunkeln (A Shot in the Dark)
- 1964: Die Frau seines Herzens (Dear Heart)
- 1964: Der Tod eines Killers (The Killers)
- 1965: Das große Rennen rund um die Welt (The Great Race)
- 1965: Der Schuß (Moment to Moment)
- 1966: Arabeske (Arabesque)
- 1966: Was hast du denn im Krieg gemacht, Pappi? (What Did You Do in the War, Daddy?)
- 1967: Warte, bis es dunkel ist (Wait Until Dark)
- 1967: Zwei auf gleichem Weg (Two for the Road)
- 1968: Der Partyschreck (The Party)
- 1969: Gaily, Gaily
- 1970: Darling Lili
- 1970: Herrscher der Insel (The Hawaiians)
- 1970: Sonnenblumen (I girasoli)
- 1970: Sie möchten Giganten sein (Sometimes a Great Notion)
- 1971: Der unheimliche Besucher (The Night Visitor)
- 1972: Frenzy
- 1973: Oklahoma Crude
- 1974: Das gibt’s nie wieder (That’s Entertainment!)
- 1975: Der rosarote Panther kehrt zurück (The Return of the Pink Panther)
- 1975: Tollkühne Flieger (The Great Waldo Pepper)
- 1976: Inspektor Clouseau, der „beste“ Mann bei Interpol (The Pink Panther Strikes Again)
- 1976: Trans-Amerika-Express (Silver Streak)
- 1978: Inspector Clouseau – Der irre Flic mit dem heißen Blick (Revenge of the Pink Panther)
- 1978: Die Schlemmer-Orgie (Who Is Killing the Great Chefs of Europe?)
- 1978: Hausbesuche (House Calls)
- 1979: Zehn – Die Traumfrau (10)
- 1979: Der Gefangene von Zenda (The Prisoner of Zenda)
- 1980: Jahreszeiten einer Ehe (A Change of Seasons)
- 1981: Condorman
- 1981: Meine liebe Rabenmutter (Mommie Dearest)
- 1981: S.O.B. – Hollywoods letzter Heuler (S.O.B.)
- 1982: Der rosarote Panther wird gejagt (Trail of the Pink Panther)
- 1982: Victor/Victoria
- 1983: Die Dornenvögel (The Thorn Birds) (Fernseh-Miniserie)
- 1983: Ein Opa kommt selten allein (Better Late Than Never)
- 1983: Der Fluch des rosaroten Panthers (Curse of the Pink Panther)
- 1983: Frauen waren sein Hobby (The Man Who Loved Women)
- 1983–1988: Hotel (Fernsehserie)
- 1984: Harry & Sohn (Harry & Son)
- 1985: Lifeforce – Die tödliche Bedrohung (Lifeforce)
- 1985: Santa Claus (Santa Claus: The Movie)
- 1985: That’s Dancing!
- 1986: Basil, der große Mäusedetektiv (The Great Mouse Detective)
- 1986: That’s Life! So ist das Leben (That’s Life!)
- 1987: Die Glasmenagerie (The Glass Menagerie)
- 1987: Blind Date – Verabredung mit einer Unbekannten (Blind Date)
- 1988: Genie und Schnauze (Without a Clue)
- 1988: Sunset – Dämmerung in Hollywood (Sunset)
- 1989: Die Anwältin (Physical Evidence)
- 1989: Skin Deep – Männer haben’s auch nicht leicht (Skin Deep)
- 1991: Dinner für Sechs – Woodstock meets Wallstreet (Married to It)
- 1991: Switch – Die Frau im Manne (Switch)
- 1992: Tom & Jerry – Der Film (Tom & Jerry: The Movie)
- 1993: Der Sohn des rosaroten Panthers (Son of the Pink Panther)

## Diskografie

### Studioalben
- A Warm Shade of Ivory, RCA Victor LSP-3757
- Big Latin Band, RCA Victor LSP-4049
- Big Screen-Little Screen, RCA Victor LSP-4630
- Brass, Ivory & Strings (mit Doc Severinsen), RCA APL1-0098
- Brass on Ivory, RCA Victor LSP-3756
- Concert Sound of Henry Mancini, RCA Victor LSP-2897
- Country Gentleman, RCA APD1-0270 (Quadraphonic)
- Dear Heart and Other Songs, RCA Victor LSP-2990
- Debut Conducting the Philadelphia Orchestra, RCA Victor LSP-3106
- Hangin’ Out, RCA CPL1-0672
- Mancini ’67, RCA Victor LSP-3694
- Mancini’s Angels, RCA CPL1-2290
- Mancini Country, RCA Victor LSP-3668
- Mancini Plays Mancini, RCA Camden CAS-2158
- Mr. Lucky Goes Latin, RCA Victor LSP-2360
- Music from the TV Series „The Mancini Generation“, RCA Victor LSP-4689
- Our Man in Hollywood, RCA Victor LSP-2604
- Pure Gold, RCA Victor LSP-3667
- Six Hours Past Sunset, RCA Victor LSP-4239
- The Best Of Henry Mancini, CD, Camden-BMG 74321 476762
- The Best of Mancini, RCA Victor LSP-2693
- The Best of, Vol. 3, RCA Victor LSP-3347
- The Blues & the Beat, RCA Victor LSP-2147
- The Hollywood Musicals (mit Johnny Mathis), Columbia FC 40372
- The Latin Sound of Henry Mancini, RCA Victor LSP-3356
- The Legendary Henry Mancini, BMG Australia 3-CD-Boxset
- The Mancini Touch, RCA Victor LSP 2101
- The Pink Panther Meets Speedy Gonzales, Koch Schwann CD
- The Theme Scene, RCA AQLI-3052
- Theme Scene, RCA Victor LSP-3052
- Theme music from Z & Other Film Music, RCA Victor LSP-4350
- The Versatile Henry Mancini, Liberty LRP 3121
- Uniquely Mancini, RCA Victor LSP-2692

### Soundtracks
- The Music from Peter Gunn, RCA Victor LSP 1956
- More music from Peter Gunn, RCA Victor LSP 2040
- Music from Mr. Lucky, RCA Victor LSP 2198
- Bachelor in paradise (Junggeselle im Paradies), Film Score Monthly FSMCD vol. 7 Nr. 18
- Breakfast at Tiffany’s (Frühstück bei Tiffany), RCA Victor LSP-2362
- Mr. Hobbs takes a vacation, Intrada special collection vol. 11
- Experiment in Terror, RCA Victor LSP-2442
- Hatari!, RCA Victor LSP-2559
- Charade, RCA Victor LSP-2755
- The Pink Panther (Der rosarote Panther), RCA Victor LSP 2795
- The Great Race (Das große Rennen rund um die Welt), RCA Victor LSP-3402
- Arabesque (Arabeske), RCA Victor LSP-3623
- What Did You Do in the War, Daddy? RCA Victor LSP-3648
- Two for the Road, RCA Victor LSP-3802
- Gunn, RCA Victor LSP-3840
- The Party, RCA Victor LSP-3997
- Me, Natalie, Columbia OS 3350
- Visions of Eight, RCA Victor ABL1-0231
- The Great Waldo Pepper, MCA 2085
- Darling Lili, RCA LSPX 1000
- Gaily Gaily, UAS 5202
- The Glass Menagerie (Die Glasmenagerie), MCA MCAD 6222
- The Great Mouse Detective, Varèse Sarabande VSD 5359
- The Hawaiians (Herrscher der Insel), UAS 5210
- Lifeforce, BSXCD 8844
- The Molly Maguires, Bay Cities BCD 3029
- Oklahoma Crude, RCA APL1 0271
- The Party (Der Partyschreck), RCA BVCP 1030
- The Pink Panther strikes again (Die Rückkehr des rosaroten Panthers), UA-LA 694
- Revenge of the Pink Panther (Inspector Clouseau – Der irre Flic mit dem heißen Blick), EMI 791113-2
- Santa Claus – The Movie, EMI SJ 17177
- Silver Streak (Trans-Amerika-Express), Intrada special collection vol. 5
- Sometimes a great notion, Decca DL 79185
- Son of the Pink Panther (Der Sohn des rosaroten Panthers), Milan 21-16461-2
- Sunflower, SLC SLCS 7035
- The thief who came to dinner (Webster ist nicht zu fassen), WB BS 2700
- The Thorn Birds (Die Dornenvögel), Varèse Sarabande 30206 65642 8
- Tom and Jerry – The Movie, MCA MCD 10721
- Touch of evil (Im Zeichen des Bösen), Movie Sound MSCD 401
- Victor/Victoria, GNP Crescendo GNPD 8038
- W.C. Fields and me, MCA 2092
- Who is killing the great chefs of Europe, Epic SE 35692

## Chartplatzierungen

### Alben
| Jahr | Titel Musiklabel Katalog-Nr.                                           | Höchstplatzierung, Gesamtwochen, AuszeichnungChartplatzierungen (Jahr, Titel, Musiklabel Katalog-Nr., Platzierungen, Wochen, Auszeichnungen, Anmerkungen) | Höchstplatzierung, Gesamtwochen, AuszeichnungChartplatzierungen (Jahr, Titel, Musiklabel Katalog-Nr., Platzierungen, Wochen, Auszeichnungen, Anmerkungen) | Höchstplatzierung, Gesamtwochen, AuszeichnungChartplatzierungen (Jahr, Titel, Musiklabel Katalog-Nr., Platzierungen, Wochen, Auszeichnungen, Anmerkungen) | Höchstplatzierung, Gesamtwochen, AuszeichnungChartplatzierungen (Jahr, Titel, Musiklabel Katalog-Nr., Platzierungen, Wochen, Auszeichnungen, Anmerkungen) | Anmerkungen                                                                         |
| Jahr | Titel Musiklabel Katalog-Nr.                                           | DE | CH | UK | US | Anmerkungen                                                                         |
| ---- | ---------------------------------------------------------------------- | --- | --- | --- | --- | ----------------------------------------------------------------------------------- |
| 1959 | The Music from Peter Gunn RCA Victor LPM-1956                          | — | — | — | US1 Gold · (119 Wo.)US | Erstveröffentlichung: 1958                                                          |
| 1959 | More Music from Peter Gunn RCA Victor LPM-2040                         | — | — | — | US7 (35 Wo.)US | Erstveröffentlichung: 1959                                                          |
| 1960 | Music From Mr. Lucky –                                                 | — | — | — | US2 (70 Wo.)US | Erstveröffentlichung: 1960                                                          |
| 1961 | Mr. Lucky Goes Latin –                                                 | — | — | — | US28 (26 Wo.)US | Erstveröffentlichung: 1961                                                          |
| 1961 | Breakfast At Tiffany’s RCA Victor LPM-2362                             | — | — | — | US1 Gold · (96 Wo.)US | Erstveröffentlichung: 1961                                                          |
| 1962 | Combo! –                                                               | — | — | — | US28 (14 Wo.)US | Erstveröffentlichung: 1960                                                          |
| 1962 | Experiment in Terror –                                                 | — | — | — | US37 (12 Wo.)US | Erstveröffentlichung: 1962                                                          |
| 1962 | Hatari! RCA Victor LPM-2559                                            | — | — | — | US4 (50 Wo.)US | Erstveröffentlichung: 1962                                                          |
| 1963 | Uniquely Mancini RCA Victor LPM-2692                                   | — | — | — | US5 (22 Wo.)US | Erstveröffentlichung: 1963                                                          |
| 1963 | Our Man In Hollywood RCA Victor LPM-2604                               | — | — | — | US12 (40 Wo.)US | Erstveröffentlichung: 1963                                                          |
| 1964 | Charade RCA Victor LPM-2755                                            | — | — | — | US6 (42 Wo.)US | Erstveröffentlichung: 1964                                                          |
| 1964 | The Pink Panther RCA Victor LPM-2795                                   | — | — | — | US8 Gold · (88 Wo.)US | Erstveröffentlichung: 1964                                                          |
| 1964 | The Concert Sound Of Henry Mancini RCA Victor LPM-2897                 | — | — | — | US15 (19 Wo.)US | Erstveröffentlichung: 1964                                                          |
| 1964 | The Best Of Mancini RCA Victor LPM-2693                                | — | — | — | US42 Gold · (35 Wo.)US | Erstveröffentlichung: 1964                                                          |
| 1965 | Dear Heart And Other Songs Of Love RCA Victor LPM-2990                 | — | — | — | US11 (25 Wo.)US | Erstveröffentlichung: 1965                                                          |
| 1965 | The Latin Sound Of Henry Mancini RCA Victor LPM-3356                   | — | — | — | US46 (17 Wo.)US | Erstveröffentlichung: 1965                                                          |
| 1965 | The Great Race RCA Victor LPM-3402                                     | — | — | — | US63 (22 Wo.)US | Erstveröffentlichung: 1965                                                          |
| 1966 | The Academy Award Songs RCA Victor LPM-6013                            | — | — | — | US74 (13 Wo.)US | Erstveröffentlichung: 1966                                                          |
| 1966 | What Did You Do In The War, Daddy? RCA Victor LPM-3648                 | — | — | — | US148 (2 Wo.)US | Erstveröffentlichung: 1966                                                          |
| 1966 | Arabesque RCA Victor LPM-3623                                          | — | — | — | US142 (4 Wo.)US | Erstveröffentlichung: 1966                                                          |
| 1966 | A Merry Mancini Christmas –                                            | — | — | — | US12 Gold · (12 Wo.)US | Erstveröffentlichung: 1966                                                          |
| 1967 | Music Of Hawaii RCA Victor LPM-3713                                    | — | — | — | US121 (19 Wo.)US | Erstveröffentlichung: 1967                                                          |
| 1967 | Mancini ’67 RCA Victor LPM-3713                                        | — | — | — | US65 (13 Wo.)US | Erstveröffentlichung: 1967                                                          |
| 1967 | Two For The Road RCA Victor LPM-3713                                   | — | — | — | US183 (3 Wo.)US | Erstveröffentlichung: 1967                                                          |
| 1968 | Encore! More Of The Concert Sound Of Henry Mancini RCA Victor LPM-3887 | — | — | — | US126 (12 Wo.)US | Erstveröffentlichung: 1968                                                          |
| 1969 | A Warm Shade Of Ivory RCA Victor LSP-4140                              | — | — | — | US5 Gold · (42 Wo.)US | Erstveröffentlichung: 1969                                                          |
| 1969 | Six Hours Past Sunset RCA Victor LSP-4239                              | — | — | — | US91 (16 Wo.)US | Erstveröffentlichung: 1969                                                          |
| 1970 | Theme From "Z" And Other Film Music RCA Victor LSP-4350                | — | — | — | US111 (17 Wo.)US | Erstveröffentlichung: 1970                                                          |
| 1970 | This Is Henry Mancini RCA Victor VPS-6029                              | — | — | — | US196 (2 Wo.)US | Erstveröffentlichung: 1970                                                          |
| 1971 | Mancini Country RCA Victor LSP-4307                                    | — | — | — | US91 (17 Wo.)US | Erstveröffentlichung: 1971                                                          |
| 1971 | Mancini Plays The Theme from Love Story RCA Victor LSP-4466            | — | — | — | US26 (22 Wo.)US | Erstveröffentlichung: 1971                                                          |
| 1971 | Mancini Concert RCA Victor LSP-4542                                    | — | — | — | US85 (11 Wo.)US | Erstveröffentlichung: 1971                                                          |
| 1972 | Big Screen – Little Screen RCA Victor LSP-4630                         | — | — | — | US109 (15 Wo.)US | Erstveröffentlichung: 1972                                                          |
| 1972 | Brass On Ivory RCA Victor LSP-4629                                     | — | — | — | US74 (19 Wo.)US | Erstveröffentlichung: 1972                                                          |
| 1972 | The Mancini Generation RCA Victor LSP-4689                             | — | — | — | US195 (5 Wo.)US | Erstveröffentlichung: 1972                                                          |
| 1973 | Brass, Ivory & Strings RCA APD1-0098                                   | — | — | — | US185 (3 Wo.)US | Erstveröffentlichung: 1973                                                          |
| 1974 | The Magic Of Mancini World Record Club SM-236-241                      | — | — | UK— SilberUK | — | Erstveröffentlichung: 1974 6-Box-Set, nur in Großbritannien veröffentlicht          |
| 1976 | Henry Mancini –                                                        | — | — | UK26 (8 Wo.)UK | — | Erstveröffentlichung: 1976                                                          |
| 1976 | Symphonic Soul RCA APD1-1025                                           | — | — | — | US159 (6 Wo.)US | Erstveröffentlichung: 1976 als Henry Mancini Concert Orchestra                      |
| 1976 | A Legendary Performer RCA CPL1-1843                                    | — | — | — | US161 (4 Wo.)US | Erstveröffentlichung: 1976                                                          |
| 1976 | Henry Mancini’s 40 Greatest Arcade ADE G-24                            | — | — | UK— GoldUK | — | Erstveröffentlichung: 1976 nur in Großbritannien veröffentlicht                     |
| 1977 | Mancini’s Angels RCA Victor AFL1-2290                                  | — | — | — | US126 (8 Wo.)US | Erstveröffentlichung: 1977                                                          |
| 1984 | In The Pink RCA Red Seal CRC1-5327                                     | — | — | UK62 (6 Wo.)UK | — | Erstveröffentlichung: 1984 mit James Galway                                         |
| 1985 | Die Dornenvögel (Soundtrack) Warner Bros. LP 925 362-1                 | DE27 (8 Wo.)DE | CH13 (6 Wo.)CH | — | — | Erstveröffentlichung: 1985 Sonderproduktion für den deutschsprachigen Verkaufsmarkt |
| 1986 | The Hollywood Musicals Columbia C-40 372                               | — | — | UK46 Silber · (8 Wo.)UK | — | Erstveröffentlichung: 1986 mit Johnny Mathis                                        |

grau schraffiert: keine Chartdaten aus diesem Jahr verfügbar

### Singles
| Jahr | Titel Album                         | Höchstplatzierung, Gesamtwochen/‑monate, AuszeichnungChartplatzierungen (Jahr, Titel, Album, Platzierungen, Wochen/Monate, Auszeichnungen, Anmerkungen) | Höchstplatzierung, Gesamtwochen/‑monate, AuszeichnungChartplatzierungen (Jahr, Titel, Album, Platzierungen, Wochen/Monate, Auszeichnungen, Anmerkungen) | Höchstplatzierung, Gesamtwochen/‑monate, AuszeichnungChartplatzierungen (Jahr, Titel, Album, Platzierungen, Wochen/Monate, Auszeichnungen, Anmerkungen) | Höchstplatzierung, Gesamtwochen/‑monate, AuszeichnungChartplatzierungen (Jahr, Titel, Album, Platzierungen, Wochen/Monate, Auszeichnungen, Anmerkungen) | Anmerkungen                                                     |
| Jahr | Titel Album                         | DE | CH | UK | US | Anmerkungen                                                     |
| ---- | ----------------------------------- | --- | --- | --- | --- | --------------------------------------------------------------- |
| 1960 | Mr. Lucky –                         | — | — | — | US21 (13 Wo.)US | Erstveröffentlichung: 1960                                      |
| 1961 | Moon River –                        | DE40 (2 Mt.)DE | — | UK44 (3 Wo.)UK | US11 (26 Wo.)US | Erstveröffentlichung: 1961 als Henry Mancini and His Orchestra  |
| 1961 | (Theme From) 'The Great Impostor' – | — | — | — | US90 (1 Wo.)US | Erstveröffentlichung: 1961 als Henry Mancini and His Orchestra  |
| 1962 | Theme From 'Hatari!' –              | — | — | — | US95 (4 Wo.)US | Erstveröffentlichung: 1962 als Henry Mancini and His Orchestra  |
| 1963 | Days Of Wine And Roses –            | — | — | — | US33 (18 Wo.)US | Erstveröffentlichung: 1963 als Henry Mancini and His Orchestra  |
| 1963 | Benzai Pipeline –                   | — | — | — | US93 (1 Wo.)US | Erstveröffentlichung: 1963 als Henry Mancini and His Orchestra  |
| 1964 | Charade –                           | — | — | — | US36 (11 Wo.)US | Erstveröffentlichung: 1963 als Henry Mancini and His Orchestra  |
| 1964 | How Soon? –                         | — | — | UK10 (12 Wo.)UK | — | Erstveröffentlichung: 1964 als Henry Mancini Orchester          |
| 1964 | The Pink Panther Theme –            | — | — | — | US31 Gold · (8 Wo.)US | Erstveröffentlichung: 1964 als Henry Mancini and His Orchestra  |
| 1964 | A Shot In The Dark –                | — | — | — | US97 (2 Wo.)US | Erstveröffentlichung: 1969 als Henry Mancini and His Orchestra  |
| 1964 | Dear Heart –                        | — | — | — | US77 (7 Wo.)US | Erstveröffentlichung: 1969 als Henry Mancini and His Orchestra  |
| 1969 | Love Theme From 'Romeo & Juliet' –  | — | — | — | US1 Gold · (14 Wo.)US | Erstveröffentlichung: 1969 als Henry Mancini and His Orchestra  |
| 1969 | Moonlight Sonata –                  | — | — | — | US87 (4 Wo.)US | Erstveröffentlichung: 1969 als Henry Mancini and His Orchestra  |
| 1971 | (Theme From) 'Love Story' –         | — | — | — | US13 (11 Wo.)US | Erstveröffentlichung: 1971 als Henry Mancini and His Orchestra  |
| 1972 | Theme From 'Cade’s County' –        | — | — | UK42 (1 Wo.)UK | — | Erstveröffentlichung: 1972                                      |
| 1972 | All His Children –                  | — | — | — | US92 (3 Wo.)US | Erstveröffentlichung: 1972 Charley Pride mit Henry Mancini      |
| 1977 | (Theme From) 'Charlie’s Angels' –   | — | — | — | US45 (9 Wo.)US | Erstveröffentlichung: 1977 als Henry Mancini and His Orchestra  |
| 1984 | Main Theme From 'The Thorn Birds' – | — | — | UK23 (8 Wo.)UK | — | Erstveröffentlichung: 1984 als Henry Mancini and His Orchestra  |
| 1985 | Die Dornenvögel –                   | DE25 (8 Wo.)DE | CH4 (9 Wo.)CH | — | — | Erstveröffentlichung: 1985 als Henry Mancini und sein Orchester |

grau schraffiert: keine Chartdaten aus diesem Jahr verfügbar

## Auszeichnungen

### Grammy Awards und andere Musikpreise
Henry Mancini wurde während seiner Karriere für insgesamt 72 Grammy Awards nominiert und erhielt 20 Grammys. Er wurde zudem posthum 1995 mit dem Recording Academy Lifetime Achievement Award ausgezeichnet und mehrere seiner Titel wurden in die Grammy Hall of Fame aufgenommen, darunter etwa die Songs Moon River und das Pink Panther Theme.
| Jahr | Kategorie                                                                                              | für                                                            | Resultat  |
| ---- | --- | -------------------------------------------------------------- | --------- |
| 1959 | Album of the Year                                                                                      | The Music from Peter Gunn                                      | Gewonnen  |
| 1959 | Best Arrangement                                                                                       | The Music from Peter Gunn                                      | Gewonnen  |
| 1959 | Best Performance by an Orchestra                                                                       | The Music from Peter Gunn                                      | Nominiert |
| 1959 | Best Original Cast Album, Broadway Or TV                                                               | The Music from Peter Gunn                                      | Nominiert |
| 1960 | Album of the Year                                                                                      | More Music from Peter Gunn                                     | Nominiert |
| 1960 | Best Performance by an Orchestra                                                                       | More Music from Peter Gunn                                     | Nominiert |
| 1960 | Best Jazz Performance – Group                                                                          | More Music from Peter Gunn                                     | Nominiert |
| 1960 | Best Musical Composition First Recorded and Released in 1959, over 5 Minutes Duration                  | More Music from Peter Gunn                                     | Nominiert |
| 1960 | Best Sound Track Album – Background Score from a Motion Picture or Television                          | More Music from Peter Gunn                                     | Nominiert |
| 1960 | Best Arrangement                                                                                       | More Music from Peter Gunn                                     | Nominiert |
| 1961 | Best Arrangement                                                                                       | Mr. Lucky                                                      | Gewonnen  |
| 1961 | Best Performance by an Orchestra                                                                       | Mr. Lucky                                                      | Gewonnen  |
| 1961 | Best Jazz Performance – Large Group                                                                    | The Blues And The Beat                                         | Gewonnen  |
| 1961 | Best Performance by a Band for Dancing                                                                 | The Blues And The Beat                                         | Nominiert |
| 1961 | Best Sound Track Album Or Recording Of Music Score From Motion Picture Or Television                   | Mr. Lucky (Album)                                              | Nominiert |
| 1962 | Record of the Year                                                                                     | Moon River                                                     | Gewonnen  |
| 1962 | Song of the Year                                                                                       | Moon River                                                     | Gewonnen  |
| 1962 | Best Arrangement                                                                                       | Moon River                                                     | Gewonnen  |
| 1962 | Best Performance by a Orchestra – for Other than Dancing                                               | Breakfast at Tiffany’s                                         | Gewonnen  |
| 1962 | Best Sound Track Album Or Recording Of Music Score From Motion Picture Or Television                   | Breakfast at Tiffany’s                                         | Gewonnen  |
| 1962 | Album of the Year (other than Classical)                                                               | Breakfast at Tiffany’s                                         | Nominiert |
| 1962 | Best Performance by a Orchestra – for Dancing                                                          | Mr. Lucky Goes Latin                                           | Nominiert |
| 1963 | Best Instrumental Arrangement                                                                          | Baby Elephant Walk                                             | Gewonnen  |
| 1963 | Best Instrumental Theme                                                                                | Baby Elephant Walk                                             | Nominiert |
| 1963 | Best Original Jazz Composition                                                                         | The Sounds Of Hatari                                           | Nominiert |
| 1963 | Best Performance by an Orchestra or Instrumentalist with Orchestra – Primarily not Jazz or for Dancing | Hatari!                                                        | Nominiert |
| 1964 | Record of the Year                                                                                     | Days of Wine and Roses                                         | Gewonnen  |
| 1964 | Song of the Year                                                                                       | Days of Wine and Roses                                         | Gewonnen  |
| 1964 | Best Background Arrangement (Behind Vocalist or Instrumentalist)                                       | Days of Wine and Roses                                         | Gewonnen  |
| 1964 | Best Performance by an Orchestra or Instrumentalist with Orchestra – Primarily not Jazz or for Dancing | Our Man In Hollywood                                           | Nominiert |
| 1964 | Best Performance by a Chorus                                                                           | Charade                                                        | Nominiert |
| 1965 | Best Instrumental Composition (Other than Jazz)                                                        | The Pink Panther Theme                                         | Gewonnen  |
| 1965 | Best Instrumental Performance (Non-Jazz)                                                               | The Pink Panther Theme                                         | Gewonnen  |
| 1965 | Best Instrumental Arrangement                                                                          | The Pink Panther Theme                                         | Gewonnen  |
| 1965 | Album of the Year                                                                                      | The Pink Panther (Album)                                       | Nominiert |
| 1965 | Song of the Year                                                                                       | Dear Heart                                                     | Nominiert |
| 1965 | Best Performance by a Chorus                                                                           | Dear Heart                                                     | Nominiert |
| 1965 | Best Original Score Written for a Motion Picture or Television Show                                    | The Pink Panther                                               | Nominiert |
| 1966 | Best Instrumental Performance (Non-Jazz)                                                               | The Great Race                                                 | Nominiert |
| 1966 | Best Performance by a Chorus                                                                           | Dear Heart and Other Songs About Love                          | Nominiert |
| 1967 | Best Instrumental Theme                                                                                | Arabesque                                                      | Nominiert |
| 1967 | Best Instrumental Arrangement                                                                          | Arabesque                                                      | Nominiert |
| 1967 | Best Original Score Written for a Motion Picture or Television Show                                    | Arabesque                                                      | Nominiert |
| 1967 | Best Performance by a Chorus                                                                           | Henry Mancini Presents the Academy Award Songs                 | Nominiert |
| 1970 | Best Instrumental Arrangement                                                                          | Love Theme from Romeo and Juliet                               | Gewonnen  |
| 1970 | Record of the Year                                                                                     | Love Theme from Romeo and Juliet                               | Nominiert |
| 1970 | Best Contemporary Instrumental Performance                                                             | Love Theme from Romeo and Juliet                               | Nominiert |
| 1970 | Best Original Score Written for a Motion Picture or a Television Special                               | Me, Natalie                                                    | Nominiert |
| 1971 | Best Instrumental Arrangement                                                                          | Theme from "Z"                                                 | Gewonnen  |
| 1971 | Best Contemporary Instrumental Performance                                                             | Theme from "Z" and Other Film Music                            | Gewonnen  |
| 1971 | Best Instrumental Composition                                                                          | Love Theme from Sunflower                                      | Nominiert |
| 1971 | Best Original Score Written for a Motion Picture or a Television Special                               | Darling Lili                                                   | Nominiert |
| 1972 | Best Pop Instrumental Performance                                                                      | Theme from Love Story                                          | Nominiert |
| 1973 | Best Instrumental Arrangement                                                                          | Theme from The Mancini Generation                              | Nominiert |
| 1973 | Best Pop Instrumental Performance by an Arranger, Composer, Orchestra and/or Choral Leader             | Brass On Ivory (Album)                                         | Nominiert |
| 1973 | Best Instrumental Composition                                                                          | Brass On Ivory                                                 | Nominiert |
| 1976 | Best Original Score Written for a Motion Picture or a Television Special                               | The Return of the Pink Panther                                 | Nominiert |
| 1977 | Best Instrumental Arrangement                                                                          | The Disaster Movie Suite                                       | Nominiert |
| 1977 | Best Instrumental Composition                                                                          | The White Dawn                                                 | Nominiert |
| 1979 | Best Pop Instrumental Performance                                                                      | The Pink Panther Theme ('78)                                   | Nominiert |
| 1979 | Best Original Score Written for a Motion Picture or a Television Special                               | Revenge of the Pink Panther                                    | Nominiert |
| 1981 | Best Pop Instrumental Performance                                                                      | Ravel’s Bolero                                                 | Nominiert |
| 1983 | Best Original Score Written for a Motion Picture or a Television Special                               | Victor/Victoria                                                | Nominiert |
| 1984 | Best Instrumental Composition                                                                          | The Thorn Birds Theme                                          | Nominiert |
| 1985 | Best Arrangement on an Instrumental                                                                    | Cameo For Flute... "For james"                                 | Nominiert |
| 1988 | Best Instrumental Composition                                                                          | The Blues In Three                                             | Nominiert |
| 1988 | Best Album of Original Instrumental Background Score Written for a Motion Picture or Television        | The Glass Menagerie (Original Motion Picture Soundtrack Album) | Nominiert |
| 1988 | Best Instrumental Arrangement Accompanying Vocal(s)                                                    | It Might as Well Be Spring                                     | Nominiert |
| 1989 | Best Arrangement on an Instrumental                                                                    | The Glass Menagerie (Original Motion Picture Soundtrack Album) | Nominiert |
| 1989 | Best Instrumental Arrangement Accompanying Vocals                                                      | Volare                                                         | Nominiert |
| 1991 | Best Arrangement on an Instrumental                                                                    | Monster Movie Music Suite                                      | Nominiert |
| 1992 | Best Arrangement on an Instrumental                                                                    | The Untouchables                                               | Nominiert |

Das Album The Music from Peter Gunn wurde zudem 2010 vom Library of Congress dem National Recording Registry zugefügt, dem jährlich Aufnahmen zugefügt werden, die "kulturell, historisch oder ästhetisch bedeutend" sind.

### Oscars und andere Filmpreise
| Jahr | Kategorie                             | für | Resultat  |
| ---- | ------------------------------------- | --- | --------- |
| 1955 | Beste Filmmusik (Musikfilm)           | Die Glenn Miller Story (mit Joseph Gershenson)                                                                   | Nominiert |
| 1962 | Bester Song                           | Moon River aus Frühstück bei Tiffany, gesungen von Audrey Hepburn                                                | Gewonnen  |
| 1962 | Bester Song                           | Bachelor in Paradise aus Bachelor in Paradise                                                                    | Nominiert |
| 1962 | Beste Filmmusik (Drama/Komödie)       | Frühstück bei Tiffany                                                                                            | Gewonnen  |
| 1963 | Bester Song                           | Days of Wine and Roses aus Die Tage des Weines und der Rosen                                                     | Gewonnen  |
| 1964 | Bester Song                           | Charade aus Charade, mit Johnny Mercer                                                                           | Nominiert |
| 1965 | Beste Original-Musik                  | The Pink Panther Theme aus Der rosarote Panther                                                                  | Nominiert |
| 1966 | Beste Original-Musik                  | The Sweetheart Tree aus Das große Rennen rund um die Welt, mit Johnny Mercer                                     | Nominiert |
| 1971 | Beste Filmmusik                       | Sonnenblumen (I Girasoli)                                                                                        | Nominiert |
| 1971 | Beste Filmmusik (Original Song Score) | Darling Lili, mit Johnny Mercer                                                                                  | Nominiert |
| 1971 | Bester Song                           | Whistling Away the Dark aus Darling Lili, mit Johnny Mercer                                                      | Nominiert |
| 1972 | Bester Filmsong                       | All His Children aus Sie möchten Giganten sein (Sometimes a Great Notion), mit Alan Bergman und Marilyn Bergman  | Nominiert |
| 1977 | Bester Filmsong                       | Come to Me aus Inspektor Clouseau, der „beste“ Mann bei Interpol (The Pink Panther Strikes Again), mit Don Black | Nominiert |
| 1980 | Beste Filmmusik                       | Zehn – Die Traumfrau (10)                                                                                        | Nominiert |
| 1980 | Bester Filmsong                       | Song from 10 (It’s Easy To Say) aus Zehn – Die Traumfrau (10), mit Robert Wells                                  | Nominiert |
| 1983 | Beste adaptierte Filmmusik            | Victor/Victoria, mit Leslie Bricusse                                                                             | Gewonnen  |
| 1987 | Bester Song                           | Life in a Looking Glass aus That’s Life! So ist das Leben (That's Life!)                                         | Nominiert |

Zudem wurde Mancini über seine Karriere für zwei Emmy Awards nominiert: 1959 für Peter Gunn für die Best Musical Contribution to a Television Program sowie 1983 mit The Thorn Birds als Outstanding Achievement in Music Composition for a limited series or a special (dramatic underscore).

### Sonstiges
1996 wurde das Henry Mancini Institute gegründet, in dem Nachwuchsmusiker professionelle Erfahrungen für ihre Karriere im Musikgeschäft sammeln konnten. Es wurde von Patrick Williams geleitet, auch Jack Elliott war beteiligt. Ende 2006 musste das Institut aus finanziellen Gründen schließen. 
Am 13. April 2004 erschien in den USA anlässlich von Mancinis 80. Geburtstags eine 37¢-Gedenk-Briefmarke, die sein Porträt zeigt und verschiedene seiner Kompositionen auflistet.

## Schriften
- Henry Mancini: Sounds And Scores: a practical guide to professional orchestration. (Buch über Orchestrierung populärer Musik 1962), Alfred Publishing Company, 1999, ISBN 978-0-89898-667-9.
- Henry Mancini: Did they mention the music? (Autobiografie 1989), Cooper Square Press, 2002, ISBN 978-0-8154-1175-8.